# 李抱忱
李抱忱（1907年7月18日—1979年4月8日），筆名飽塵、疲兮，是一位出身河北保定的音樂教育家。

## 生平
1907年，李抱忱出生在河北保定西關外長老會福音園一個信仰基督教的家庭裡；他的父親是一位牧師，母親在教會擔任私塾教師。七歲時，他開始在教會開始學習彈奏鋼琴。1920年，他進崇實中學就讀，並在身兼傳教士的鋼琴老師帶他到北京飯店觀賞由百餘位歐美組織的合唱團演唱《彌賽亞》，因深受感動而自此立志一生奉獻合唱。
1926年，他被保送進入燕京大學，主修化學，選修鋼琴和音樂史。後來，他在運動比賽中摔斷腿部，因而無法再長時間待在實驗室中，並將主修改為教育，副修音樂。畢業後，他於北平育英中學任教；期間，他曾積極參與推動北平各大專及中學學生的合唱活動。1931年九一八事變爆發後，他寫作出《出征》、《凱旋》、《為國奮戰》、《我所愛的大中華》等歌唱教材，由「育英」合唱團於1932年進行首次發表演唱。為擴大影響，他又計劃帶領該團南下舉辦旅行音樂會；1934年春，他率領團員及隨團護士在兩週內前往北平、天津、濟南、南京、上海、杭州等城市演出。
1935年，他前往美國歐柏林學院音樂系就讀，並在1937年獲碩士學位。
1941年，他擔任國立音樂院教務主任，並代理院務；同時，他在重慶大轟炸後於當地廣場舉辦「精神總動員」千人大合唱演唱會。
1944年，他再度前往美國。隨後，他在耶魯大學、美國國防語言學院及愛荷華大學教授中國語言，編寫許多中國語文教材，又組織指導中文合唱團，以提升語言學習的樂趣。1948年，他獲哥倫比亞大學頒予音樂教育博士學位。
1958年，他以美國在華基金會第一位傅爾布萊德學人身分應教育部邀請前往臺灣推動音樂教育，巡迴當地各處演講及舉辦聯合合唱音樂會，以宣揚其音樂教育觀念。1959年1月31日，他指揮五校合唱團進行聯合大合唱，並在臺北市中山堂舉辦公演；唱完由胡適作詞、趙元任作曲，以及他負責編合唱曲的《上山》後，胡適致詞表示「李先生指揮三百青年這樣唱出，竟使我的詩從沒有這樣好過。」
1972年，他獨身返回臺灣定居，繼續積極推動合唱教育，並曾擔任台北愛樂合唱團指揮、國立臺灣師範大學音樂系及臺北市立女子師範專科學校音樂科教授等職位。此後，他不停寫作手稿、譜曲、指導合唱、擔任音樂評審，直到1979年因心臟病發作去世為止。

## 知名作品
- 《你侬我侬》（陳明律原唱，后由江蕾唱红）
- 《聞笛》[4]《聞笛》趙嘏作詞 ：誰家吹笛畫樓中 斷續聲隨斷續風 響遏行雲橫碧落 清和冷月到簾櫳 興來三弄有桓子 賦就一篇懷馬融 曲罷不知人在否 餘音嘹亮尚飄空
- 《人生如蜜》[2]
- 《誓約之歌》
- 德沃夏克《第
9號交響曲》（中文填詞）
- 國立政治大學校歌（作曲）[5]
- 《滿江紅》男聲合唱版本（編曲）[6]
- 東海大學校歌（作曲）[7]
- 敦化國小校歌 （作曲）
- 明道中學校歌（作曲）

## 流行文化

### 電視劇
- 《新世界》（插曲德沃夏克《念故鄉》中文填詞）

## 家族
- 蔡明昊，他的外孫，知名美國華裔廚師。
- 蘿倫·蔡，他的外曾孫女，美國華裔插畫家、模特兒兼演員。

## 外部連結
- 李抱忱 - 數位典藏館 （页面存档备份，存于）
- 【照片】 李抱忱指揮的千人大合唱